# 東温市
東温市（とうおんし）は、愛媛県の中予地方に位置する市。愛媛県の市では唯一、海に面していない。

## 地理

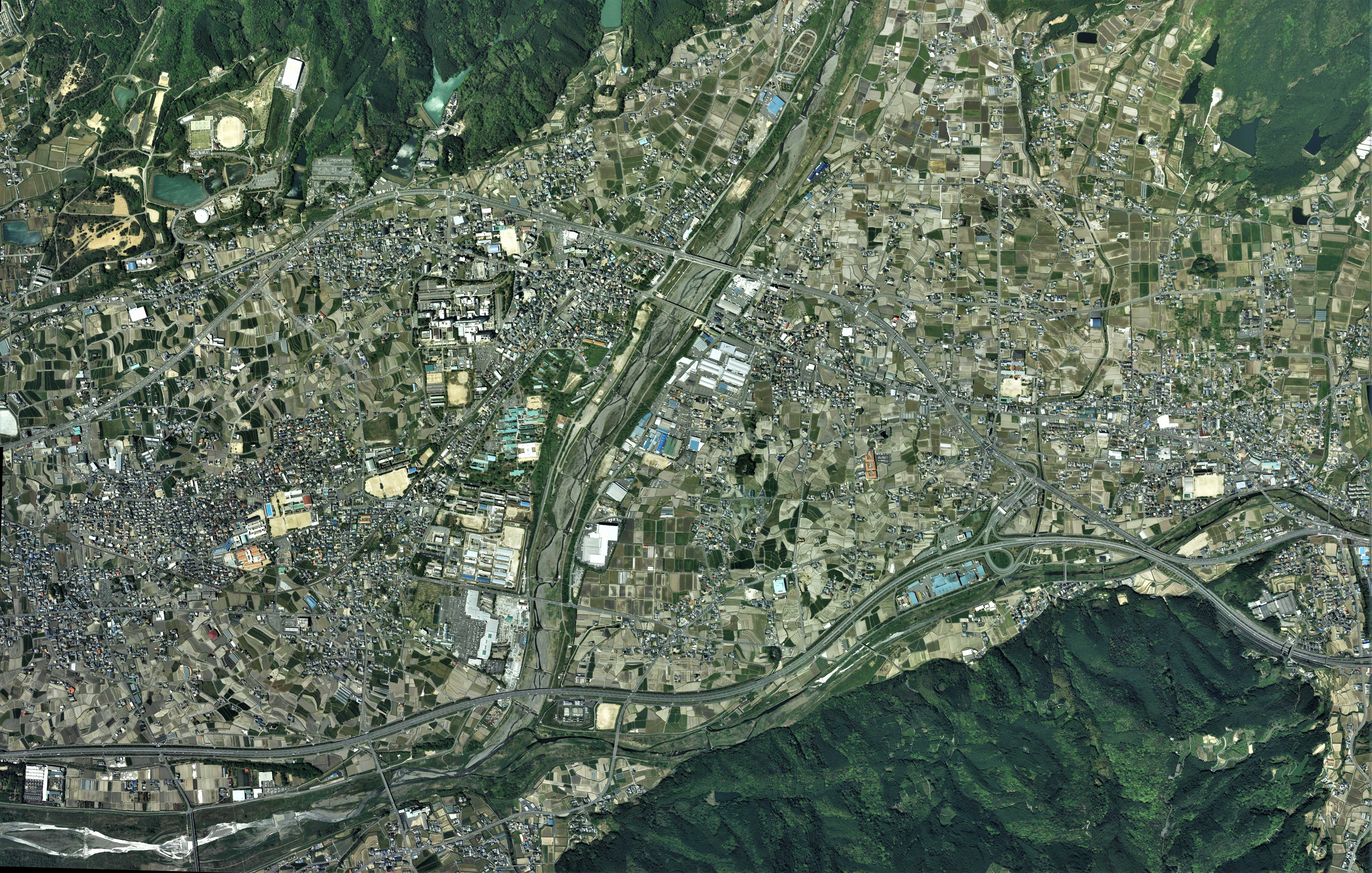
東温市主要部周辺の空中写真。
2010年5月1日撮影の20枚を合成作成。。

道後平野の扇頂部に位置する。市内を重信川とその支流が貫流し、小扇状地を形成している。
西は松山市に、南は皿ヶ嶺連峰を境に久万高原町に、東は西条市に、北は高縄山地を境に今治市に接している。松山市とは平野部が連続し、西条市へは桜三里と呼ばれる峠道などで通じている。
上林、井内、河之内、松瀬川地区などでは棚田が形成されている。
ため池が多い。現在愛媛大学医学部が立地しているあたりには「前川池（通称：籠池（かごいけ）」と呼ばれた大きな池があった（正確には二つの池であった）。籠池の由来は、土地が砂礫質で「ため池なのに水がよく抜けてしまうから」とされる。治水工事により廃池となったことで医学部の土地に選ばれた。また龍沢泉（たっさわいずみ、錦水泉（きんすい-）とも）、柳原泉（やなぎはら-）、森の木泉（もりのき-）、三ヶ村泉（さんかそん-、さんがむら-）、野都子泉（のつご-）、大割泉（おおわり-）など泉も多い。お吉泉（おきち-）には国の天然記念物の「オキチモズク発生地」がある。
東洋経済新報社の2005年版全国住みよさランキングで愛媛県内第1位（全国59位）。宝島社「田舎暮らしの本2018年2月号」住みたい田舎ベストランキングで四国エリア第2位となった。

### 河川
- 河川：重信川、表川、拝志川、内川、佐川川、渋谷川、宝泉川、一ヶ谷川、本谷川、船川、滑川
- 滝：白猪の滝、唐岬の滝、白糸の滝

### 山
松山市、今治市との境に白潰がある。高縄山系のうち福見山から東三方ヶ森までを福見連峰、皿ヶ嶺連峰のうち石墨山から皿ヶ嶺までを東温アルプスと呼ぶ。
- 松山市との境 - 福見山、明神ヶ森、白潰（別名奥三方ヶ森）、岩伽羅山
- 今治市との境 - 白潰（別名奥三方ヶ森）、中三方ヶ森
- 西条市との境 - 東三方ヶ森
- 久万高原町との境 - 石墨山（山頂は久万高原町）、皿ヶ嶺（山頂は久万高原町）
- それ以外の山 - 山の神さん、ヨソ山、経座ヶ森、皿ヶ森、黒森、塩ヶ森

## 人口
| |                                        |  |
| 東温市と全国の年齢別人口分布（2005年） | 東温市の年齢・男女別人口分布（2005年） |  |
| ■紫色 ― 東温市 ■緑色 ― 日本全国 | ■青色 ― 男性 ■赤色 ― 女性              |  |
| 東温市（に相当する地域）の人口の推移 \| 1970年（昭和45年） \| 23,369人 \| \| \| 1975年（昭和50年） \| 26,629人 \| \| \| 1980年（昭和55年） \| 29,276人 \| \| \| 1985年（昭和60年） \| 31,306人 \| \| \| 1990年（平成2年） \| 31,753人 \| \| \| 1995年（平成7年） \| 33,058人 \| \| \| 2000年（平成12年） \| 34,701人 \| \| \| 2005年（平成17年） \| 35,278人 \| \| \| 2010年（平成22年） \| 35,253人 \| \| \| 2015年（平成27年） \| 34,613人 \| \| \| 2020年（令和2年） \| 33,903人 \| \| |                                        |  |
| 総務省統計局 国勢調査より |                                        |  |
| 1970年（昭和45年） | 23,369人                               |  |
| 1975年（昭和50年） | 26,629人                               |  |
| 1980年（昭和55年） | 29,276人                               |  |
| 1985年（昭和60年） | 31,306人                               |  |
| 1990年（平成2年） | 31,753人                               |  |
| 1995年（平成7年） | 33,058人                               |  |
| 2000年（平成12年） | 34,701人                               |  |
| 2005年（平成17年） | 35,278人                               |  |
| 2010年（平成22年） | 35,253人                               |  |
| 2015年（平成27年） | 34,613人                               |  |
| 2020年（令和2年） | 33,903人                               |  |

## 歴史

### 「東温」について
「東温」という名称は、1897年（明治30年）の郡の合併によって改めて設置された温泉郡の東部であることを意味する。教育、医療、消防など複数の町村で設置する施設などに遅くとも1940年代から用いられてきた。たとえば、東温青年学校（1943年）、東温高等学校（1948年）、東温消防本部（1978年）がある。『横河原区誌』（2006年）p.43には、昭和9年（1934）の出来事として「東温11か村（川上村、三内村、拝志村、荏原村、坂本村、浮穴村、石井村、久米村、小野村、南吉井村、北吉井村）の奉納青年角力大会を開催」とあり、このころすでに「東温」を用いていたことがうかがわれる。
東温市内や周辺地域では慣習的に「とおん」と発音されることがある。
「東温」のローマ字表記には Toon、Tôon、Tōon、Tohonなどが用いられている。

### 平成の大合併
温泉郡の隣り合った重信町と川内町とが合併した。両町は重信川をはさんで市街地もほぼ隣り合わせであり、一体感があった。合併特例により人口3万人以上で市に昇格できることも合併の弾みとなった。人口比は旧・重信町が2に対して、旧・川内町が1であり、新設合併ながら自ずと合併協議は重信町主導で進んだ。2000年（平成12年）竣工の第3代目重信町庁舎は、市町村合併が行政課題となりつつあった時期に建設されたものであるが、広さに余裕があり、新しく使い勝手もよいことから、そのまま市庁舎となった（川内町庁舎は老朽化していたが合併を見越して建替しなかった）。
2001年12月に重信町・川内町それぞれで合併に関するアンケートを実施し、両町とも合併に前向きな意見が多数を占めた。両町の議会で協議が重ねられ、2003年3月27日に「重信町川内町合併協議会」が発足。5月末まで両町在住の小学生以上を対象に新市名を募集した（「重信市」「川内市」は不可とされた）。
4900件（1150種類）の応募があり、名称選定小委員会で以下の8候補に絞られた。（）は応募数。
温泉市（247）　さくら市（218）　重川市（271）　中予市（141）
東温市（663）　東温泉市（66）　東道後市（98）　吉井市（447）
第6回合併協議会で委員30名による投票が行われ、「東温市」29票、「温泉市」1票という結果となり、新市の名称は「東温市」に決定した。

### 行政区画の変遷
- 1889年（明治22年）12月15日 - 町村制施行に伴い久米郡川上村・北吉井村、下浮穴郡三内村・南吉井村・拝志村、周敷郡桜樹村が成立。
- 1897年（明治30年）4月1日 - 郡統合に伴い川上村、北吉井村、三内村、南吉井村、拝志村が温泉郡、桜樹村が周桑郡の所属となる。
- 1955年（昭和30年）
  - 4月25日 - 川上村、三内村が合併して、温泉郡川内村となる。
  - 7月20日 - 桜樹村が周桑郡中川村と合併して周桑郡中川村となる。
- 1956年（昭和31年）
  - 9月1日 - 北吉井村、南吉井村、拝志村が合併して、温泉郡重信町となる。
  - 9月1日 - 川内村、周桑郡中川村（旧桜樹村）の一部が合併して、温泉郡川内町となる[注釈 3]。
  - 9月30日 - 丹原町（旧桜樹村）の一部を川内町に編入。
- 2004年（平成16年）9月21日 - 重信町、川内町が合併して東温市が発足。

## 行政
市役所は旧重信町役場に置かれている。

### 市長
- 初代、第2、3代 髙須賀功（2004年11月7日 - 2016年11月6日） - 前松山商工会議所専務理事、元愛媛県経済労働部長

いずれも無投票当選
- 第4、5代 、6代加藤章（2016年11月7日 - ） - 前東温市副市長

2016年10月 現職市長と元市議を破って当選。2020年10月 無投票再選。2024年10月 三選。

### 公共施設

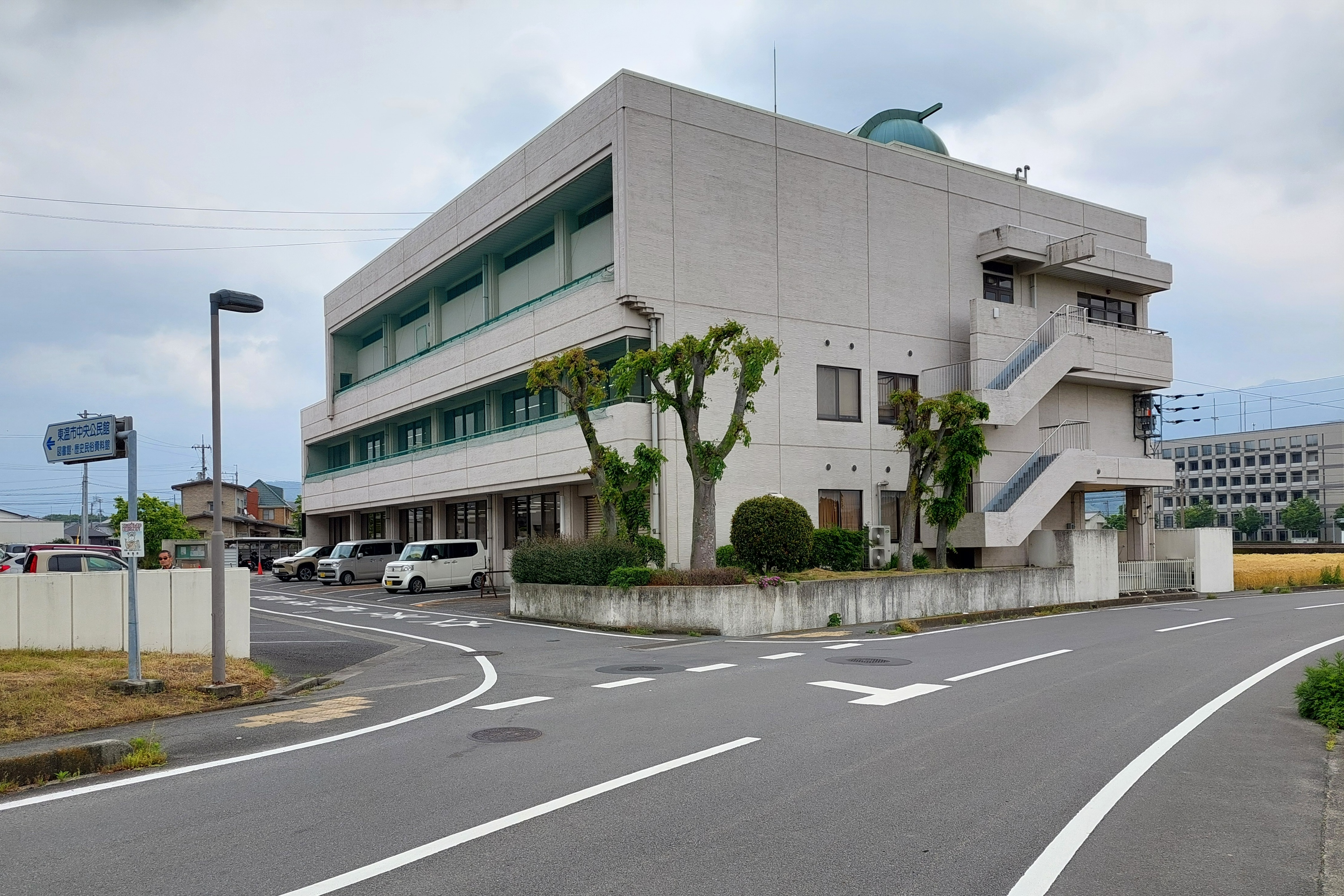
市立図書館・歴史民俗資料館

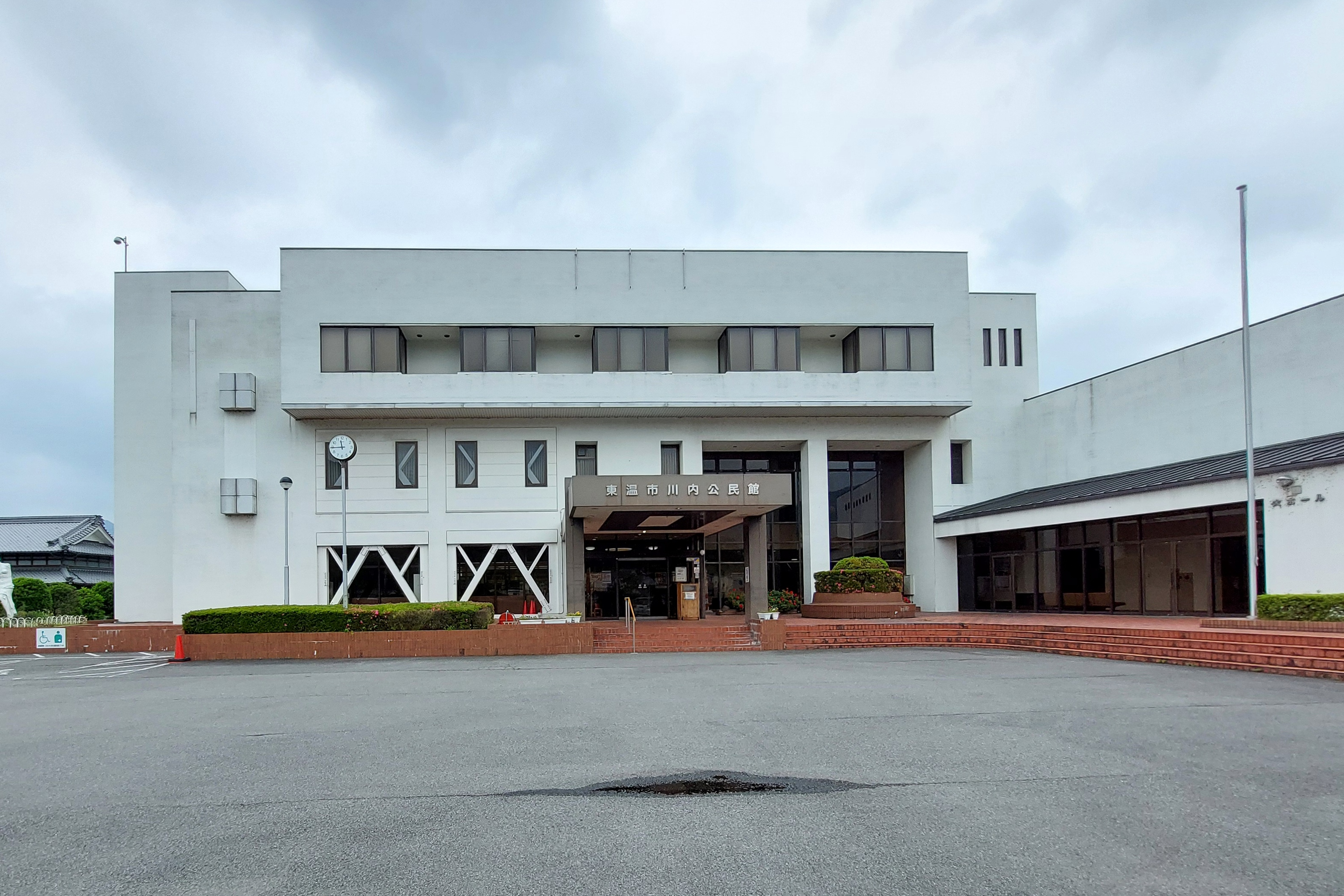
川内公民館

- 東温市クリーンセンター
- 東温市リサイクルセンター
- 中央公民館
- 川内公民館
- 東温市立図書館・東温市立歴史民俗資料館
  - 市立図書館川内分館
- ツインドーム重信
- 東温市総合保健福祉センター
- 川内健康センター
- 東温市老人福祉センター
- ファミリー・サポート・センターとうおん
- 地域子育て支援センター
- いわがらこども館
- さくらこども館
- よしいのこども館
- 横河原ぷらっとHOME
- 東温アートヴィレッジセンター

### 県の行政機関
- 愛媛県花き総合指導センター
- 愛媛県林業技術センター緑化センター
- 愛媛県松山発電工水管理事務所道前道後第二発電所
- 愛媛県森の交流センター

### 国の行政機関等
- 松山刑務所
- 四国地方整備局四国山地砂防工事事務所重信川砂防出張所
- 中国四国農政局道前道後平野農業水利事業所道前支所
- 国立病院機構 愛媛医療センター

### 市の機関
- 東温市役所
  - 川内支所

### 警察
愛媛県松山南警察署（本署は松山市）
- 重信交番
- 川内交番

### 消防
- 東温市消防本部・東温市消防署

## 経済

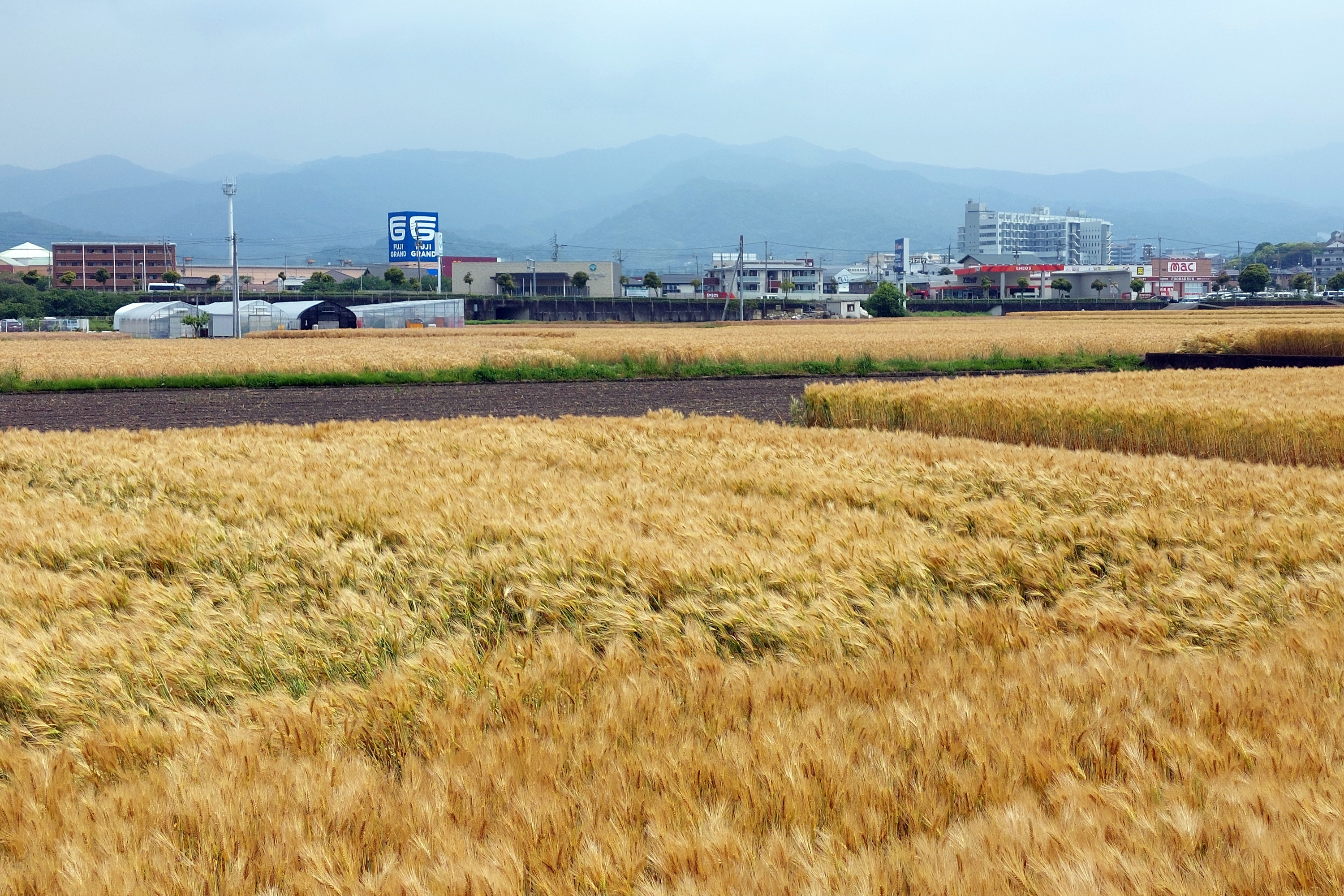
東温市北野田の麦畑

水稲、麦、野菜、花卉、みかんなど農業が中心。高速道路やバイパスなど幹線道路が発達しており中小零細企業の工場や食品加工施設も多い。勤め人が多く、また愛媛大学医学部・同附属病院もある関係から医療従事者も多く居住しており、農村地帯でありながら数字の上では所得が高い。ただし、旧農村部では所得が低く、地域格差が大きい。

### 農業
米作、麦、野菜、花き（新テッポウユリなど）。裸麦は全国一の生産量を誇る愛媛県でも有数の産地でもある。
2008年3月、「“とうおんブランド”どぶろく特区」が認定された。どぶろくを製造する農家食堂や農家民宿の起業を促進し、地域振興を図っている。

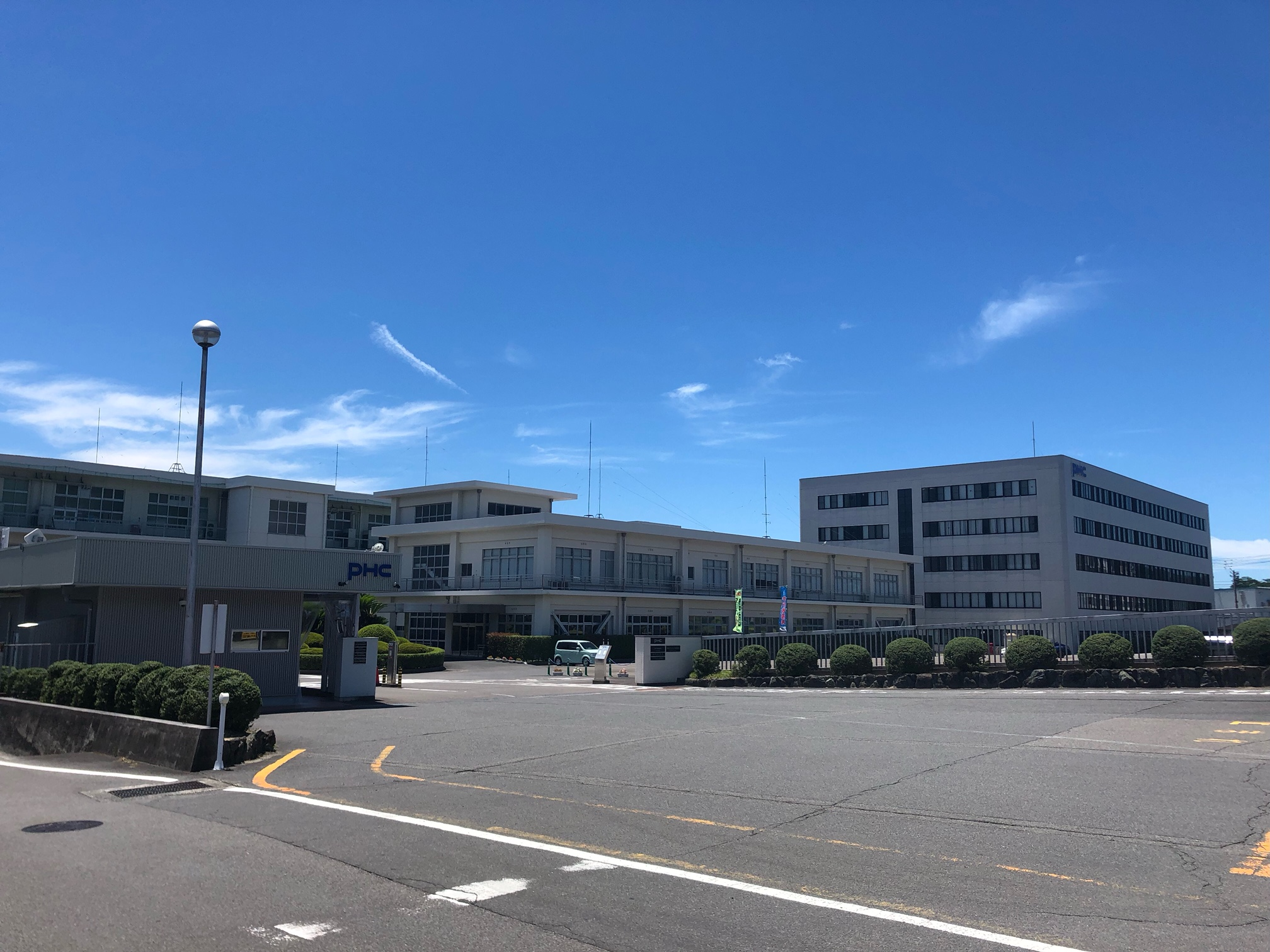
PHC 本店・松山地区

### 製造業
2017年の製造品出荷額等（従業員4名以上の事業所）は777億円で、上位を電気機械、生産用機械が占めている。電気機械では、川内地区にPHCホールディングス（旧松下寿電子工業）子会社のPHCの本店･生産拠点が立地しており、血糖値測定センサなどの製造が行われている。
松山市と隣接しており、高速道路などアクセスが良い環境である事もあり、電機（工作機械、介護機械など）、食料品（乳製品、菓子）など様々な工場が立地している。

### 商業
商業施設

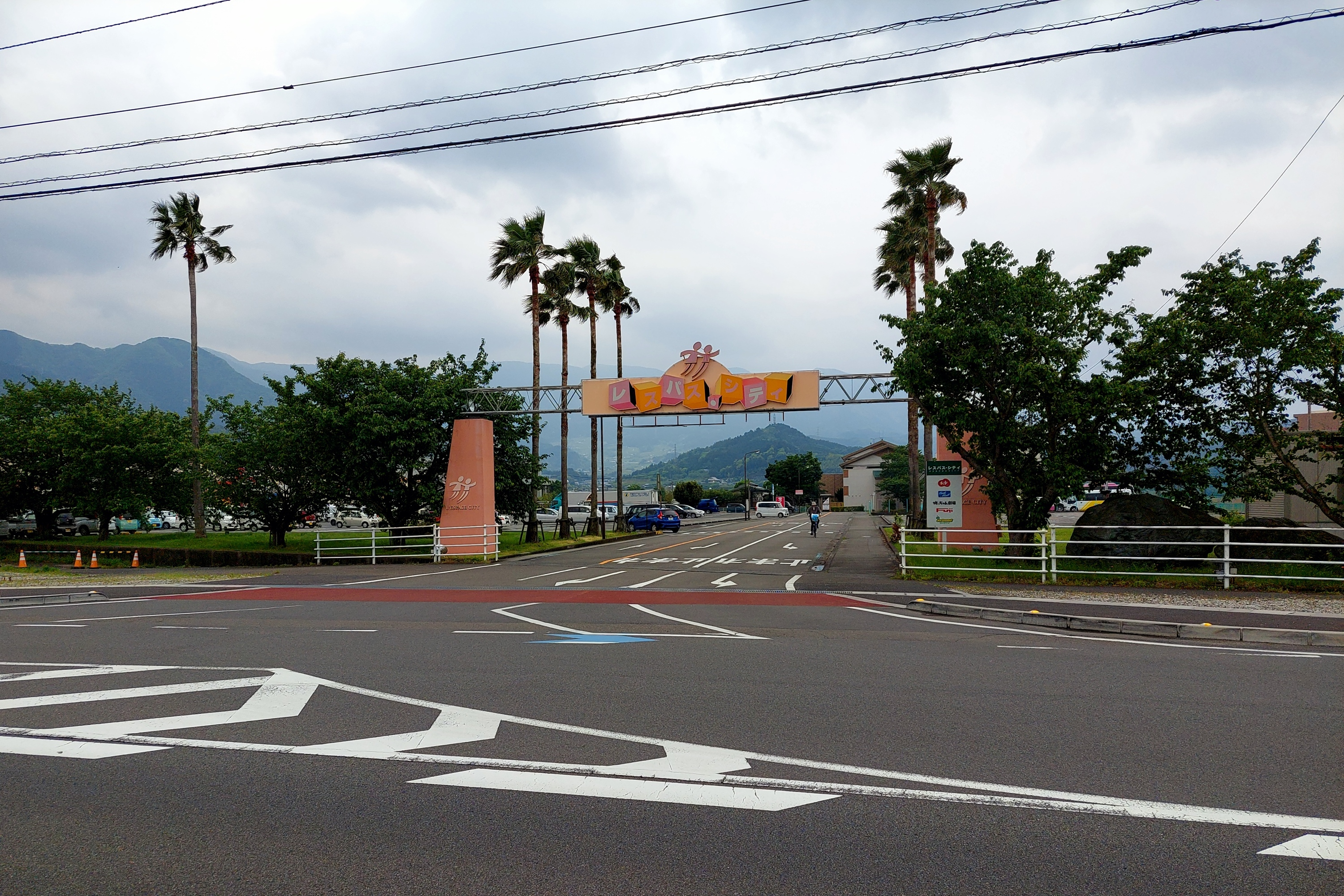
レスパスシティ
クールス・モール、いしづち山麓マルシェ
（坊っちゃん劇場、天然温泉利楽、フジ見奈良店、くすりのレデイ見奈良店、コーナン見奈良店）
フジ・リテイリング
フジグラン重信
フジ見奈良店
フジ志津川店
コーナン見奈良店
DCM重信店
セブンスター重信店
松山生協川上店
マルナカ川内店
しまむら重信店
レデイ薬局
レデイ薬局（調剤）グラン重信店
くすりのレデイグラン重信店
くすりのレデイ見奈良店
くすりのレデイ志津川店
大屋
mac東温樋口店
mac東温野田店
スーパードラッグひまわり牛渕店
ディスカウントドラッグコスモス東温店
ドラッグセイムス東温南方店
商店街
旧重信には横河原商店街、旧川内には天神町商店街が形成されているが、大型店・郊外店との競争が激しく衰退ぎみ。

### 金融業
- 支店を置く銀行

伊予銀行
愛媛銀行
愛媛信用金庫

### 本社を置く企業

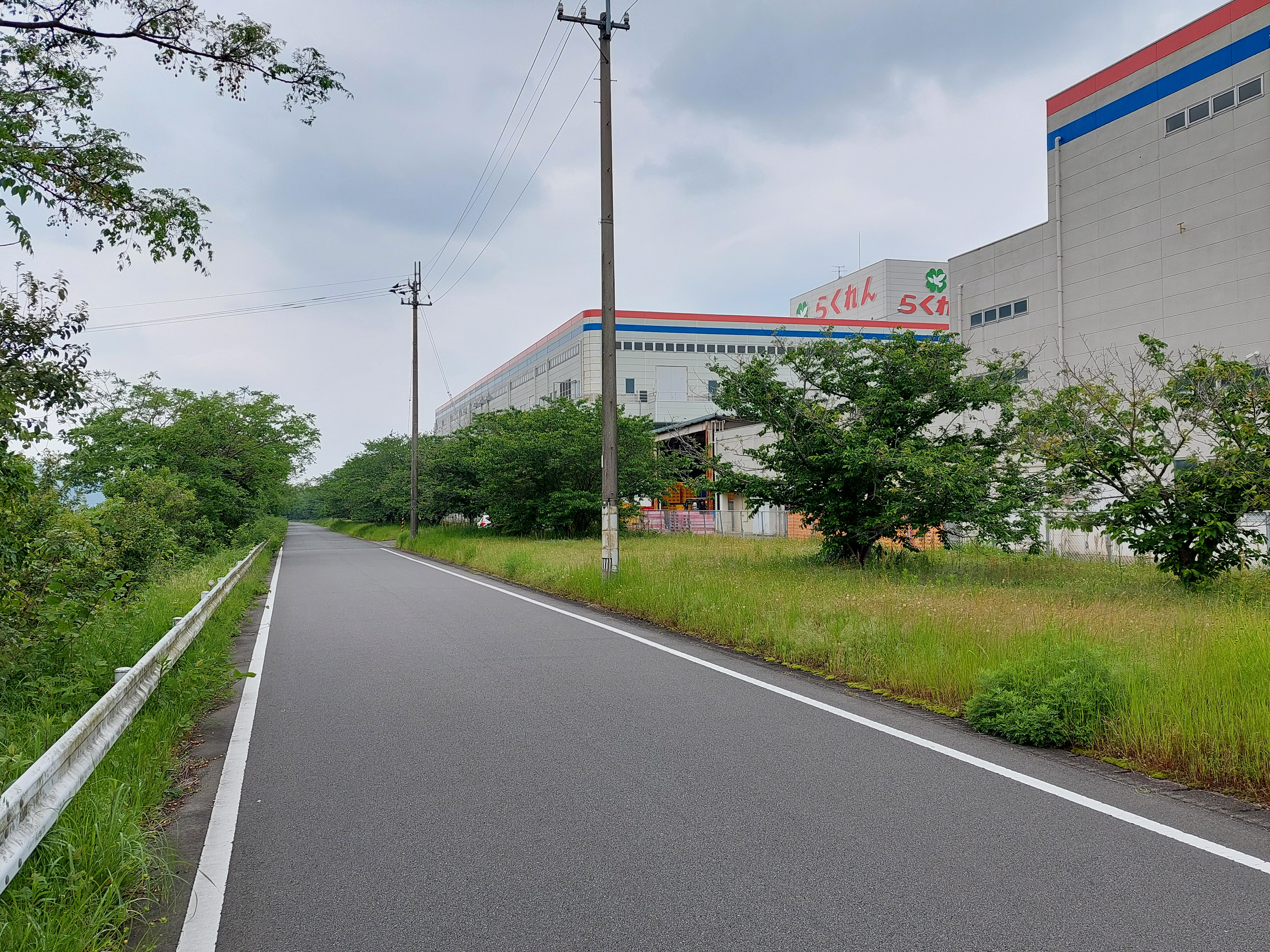
四国乳業本社工場

- PHC
- 四国乳業
- 四国西濃運輸
- いうら
- ヒカリ
- 母恵夢
- サカワ
- 五色そうめん

### 工場を置く企業
- 不二精機松山工場
- ダイキアクシス川内工場
- レンゴー（愛媛東温工場）

### 営業所を置く企業
- 一宮運輸四国営業本部
- 旭食品松山支店
- 日本アクセス松山物流センター

## 環境
2002年から旧重信町で催されていた「エコ・キッズ・フェスティバル」を市発足後も継続。毎年市内7つの小学校児童が集まって、環境保護活動報告などが行われる。2010年からは「とうおん子ども科学&環境会議:エコ・キッズ・フェスティバル」と名を改め、実験参加型のイベントにリニューアルされた。
2008年より「緑のカーテン」による地球温暖化対策推進のため、初夏にアサガオ、ゴーヤの種を無料配布している。2009年からはヘチマの種も加わった。
2010年から「とうおん太陽の恵みスマイルプロジェクト」が始まった。温室効果ガスの国内排出取引を一般家庭に取り入れた試みで、太陽光発電システムを設置している世帯の二酸化炭素削減量を排出枠として市商工会が買い取り、一般世帯に地元企業の商品やサービスを提供する。市商工会は、取引で得た排出枠を主催イベントで出る二酸化炭素量と相殺したり、会員の地元企業に無償で提供したりできる。
2011年には「東温市学校給食センターBDF利用プロジェクト」において環境省のオフセット・クレジット制度で認証された二酸化炭素削減量を伊予銀行が購入。市は売却益を活用して地元農作物を使った給食や食育事業などを推進、伊予銀行は購入した排出量を営業用二輪車が排出する二酸化炭素量と相殺する。2012年には愛媛信用金庫も二酸化炭素排出量を市から購入した。
2013年には伊予鉄道（現・伊予鉄グループ）が市内社有地にいよてつ東温ソーラー発電所を竣工。太陽光発電事業を開始した。

## 健康

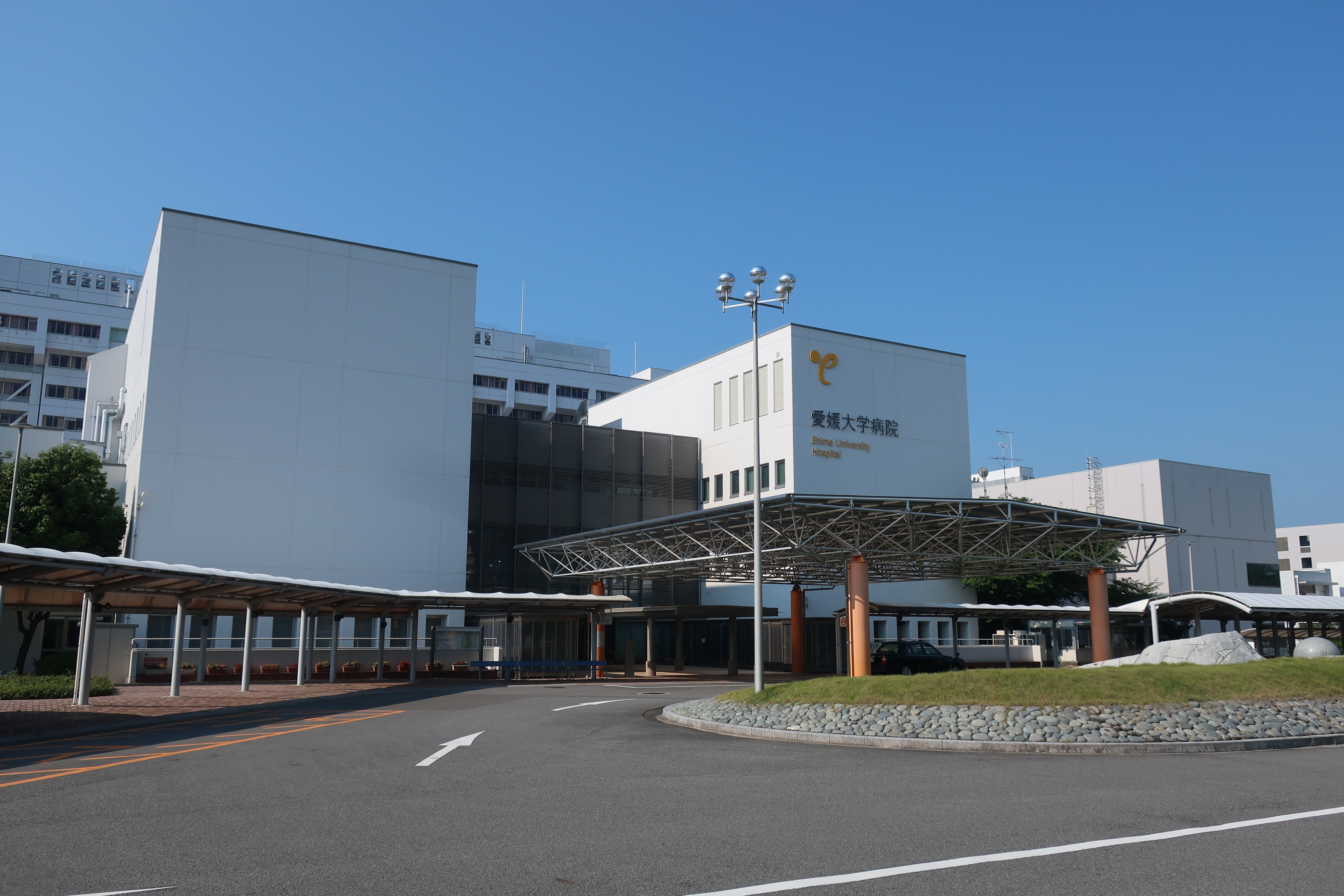
愛媛大学病院

### 医療機関
- 愛媛大学医学部附属病院
- 国立病院機構愛媛医療センター
- 愛媛十全医療学院附属病院

## 教育

### 小学校
- 東温市立北吉井小学校
- 東温市立南吉井小学校
- 東温市立拝志小学校
- 東温市立上林小学校
- 東温市立川上小学校
- 東温市立東谷小学校
- 東温市立西谷小学校

### 中学校
- 東温市立重信中学校
- 東温市立川内中学校

### 高等学校
- 愛媛県立東温高等学校

### 大学
- 国立大学法人愛媛大学医学部

### 特別支援学校
- 愛媛県立しげのぶ特別支援学校
- 愛媛県立みなら特別支援学校

### 専修学校
- 一般財団法人積善会 愛媛十全医療学院

## 文化

### 食文化
- いもたき - 旧川内町の地元有志が始めた[6]。
- 猪鍋
- 清酒小冨士

### 『明日の神話』修復作業
岡本太郎が制作した壁画『明日の神話』の修復作業が2005年7月から2006年6月にかけて南方にある黒板メーカー・サカワの工場で行われた。一般公開にさきがけ修復作品が地元市民らに公開された。

## スポーツ

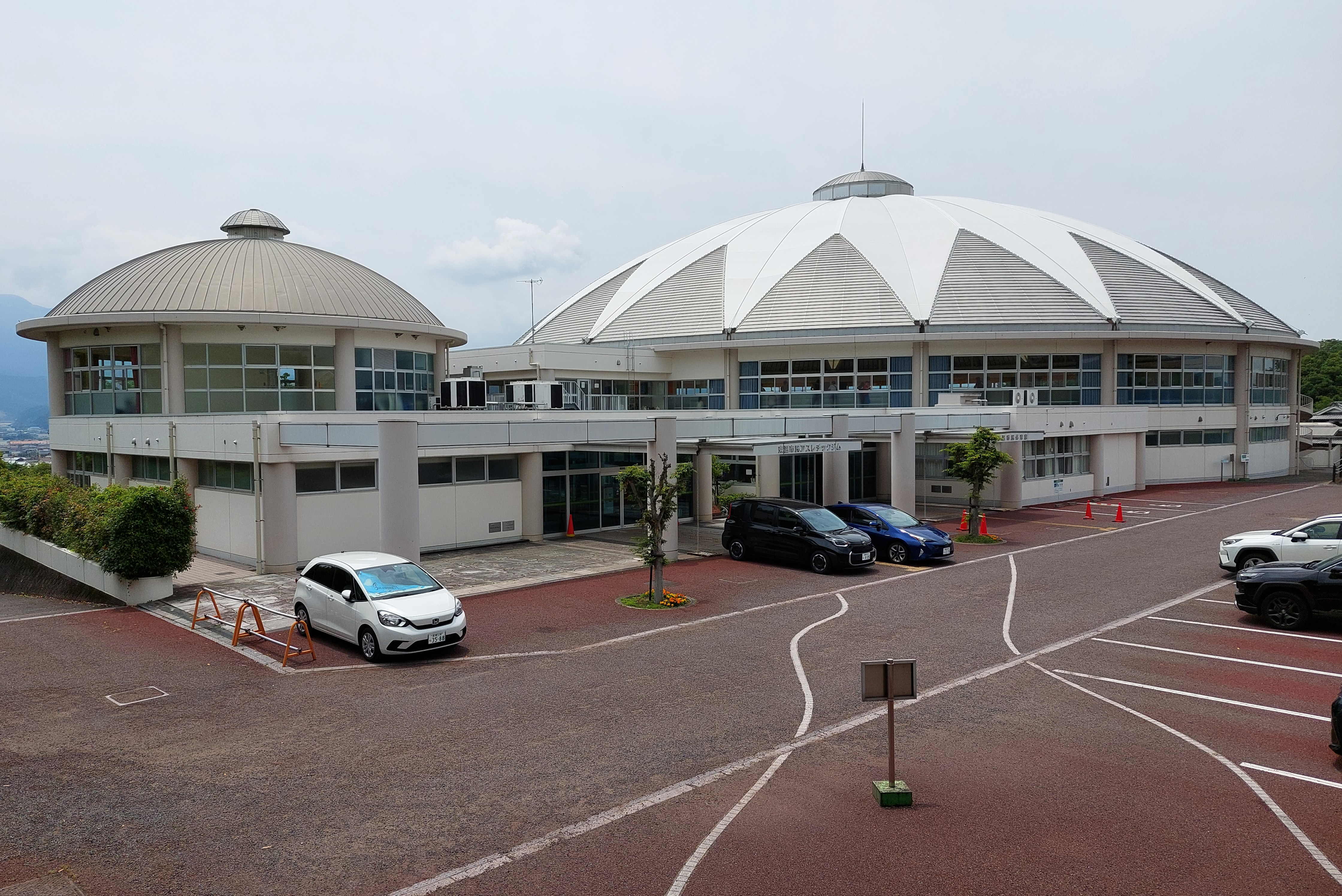
ツインドーム重信

年に1度、市民運動会、駅伝大会などが行われる。
1992年から川内町で開かれていた「セルジオ越後杯争奪サッカー大会」を新市発足後も継続。小学生がフットサルで対戦する。同時にセルジオ越後を迎えてサッカー教室が開かれる。
このほかソフトボール、バレーボールなどが盛ん。
市内に所在する東温市立重信中学校男子ソフトボール部は毎年夏に開催される全国中学校ソフトボール大会において、2009年:第3位、2010年:第3位、2011年:準優勝、2012年:優勝、2014年:準優勝、2017年:第3位、2022年:準優勝の結果を残しており全国的に強豪校として有名である。また東温高校男子ソフトボール部もインターハイにおいて、2016年:準優勝の結果を残している。

## 交通

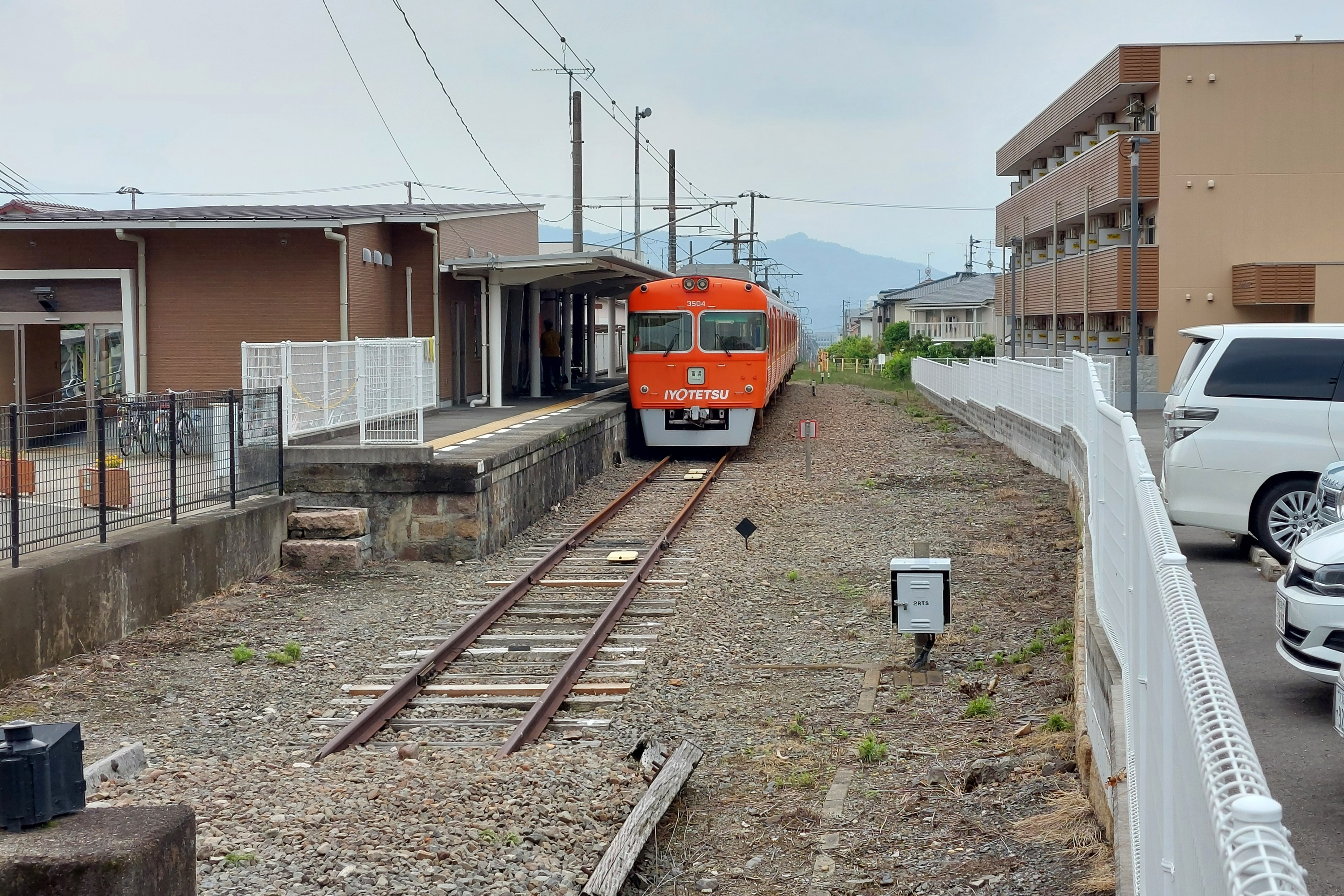
横河原駅

松山市に通じる幹線道路や郊外電車などがあり、交通はひととおり整っている。

### 鉄道路線
- 伊予鉄道
  - 横河原線：牛渕団地前駅 - 牛渕駅 - 田窪駅 - 見奈良駅 - 愛大医学部南口駅 - 横河原駅
- 中心となる駅：横河原駅

愛媛県で唯一JR線が一切通らない市でもある。

### バス路線

#### 路線バス
- 伊予鉄バス

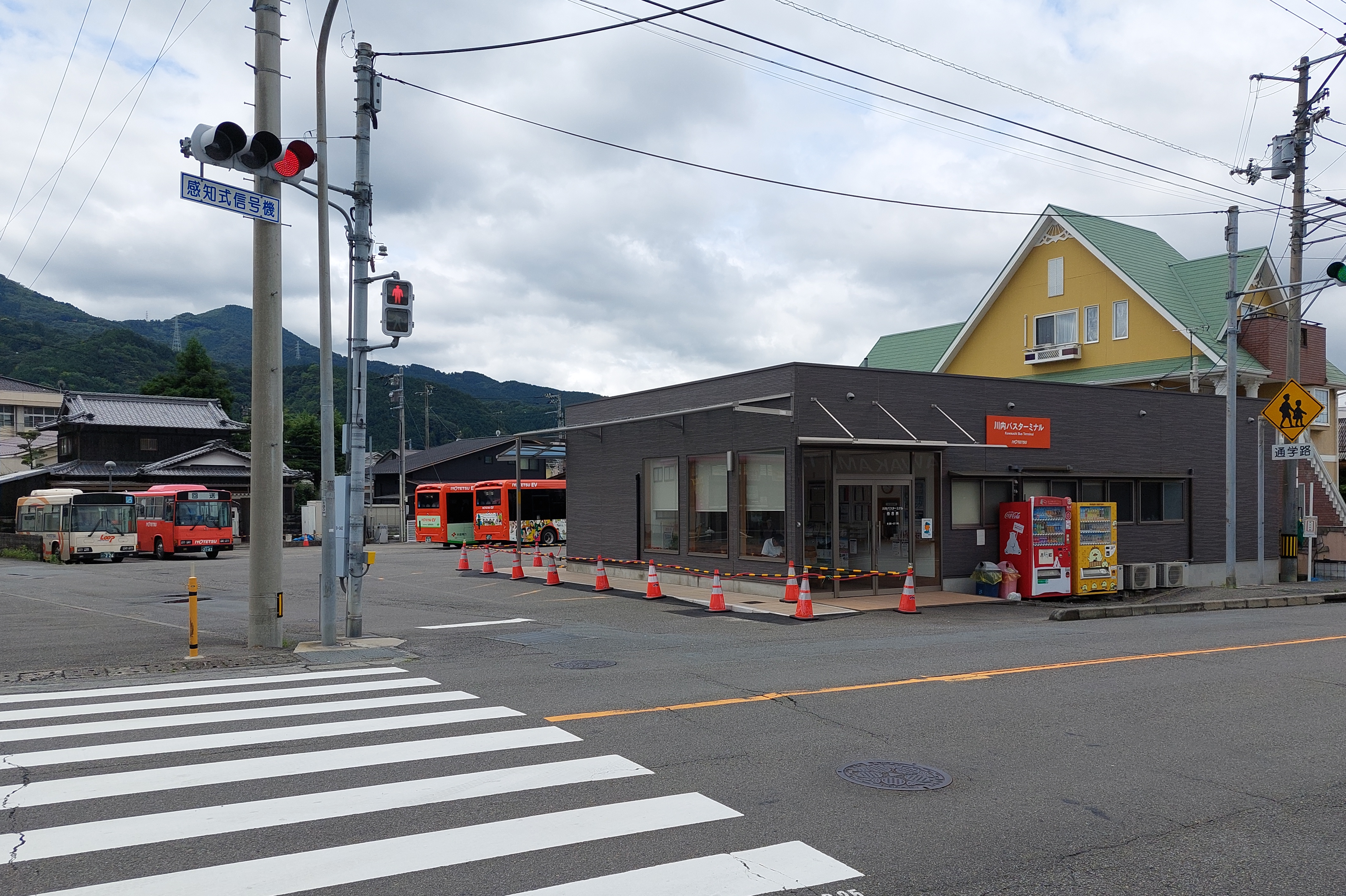
川内バスターミナル

  - (13) 松山市駅 - 上林皿ヶ嶺登山口
  - (22) 森松 - 南高井 - 東温市役所 - 横河原駅前 - 愛大病院前 - 木地
  - (76) 松山市駅 - 愛大病院前 - 川内 - さくらの湯 - 川内グリーンタウン上
  - (77) 松山市駅 - 横河原 - 川内 - さくらの湯
  - (81) 川内 - 横河原駅前 - 東温市役所 - 上林皿ヶ嶺登山口 - 西谷学校前 - 井内北間
  - 〈川内管内〉松山市駅 - 愛大病院前 - 横河原 - 川内 - 湯谷口
  - 〈川内管内〉横河原駅前 - 東温市役所 - 上林皿ヶ嶺登山口 - 横河原 - 松瀬川
  - 〈川内管内〉川内 - 横河原駅前 - 東温市役所 - 上林皿ヶ嶺登山口 - 落出 - 海上
  - 〈川内管内〉川内 - 横河原駅前 - 東温市役所 - 上林皿ヶ嶺登山口 - 河之内 - 清水橋 - 白猪滝口
  - 〈電車連絡梅本ループ〉梅本駅前→四国がんセンター→フジグラン重信前→四国がんセンター→梅本駅前
  - 〈特急〉JR松山駅 - 松山市駅 - 四国がんセンター - （国道11号線・桜三里経由） - 小松 - 西条 - 新居浜駅前（瀬戸内運輸と共同運行）
  - 〈ナイトバス〉松山市駅→川内

#### 都市間高速バス
市内を松山自動車道が通っており、松山から各地の都市を結ぶ高速バスが川内インターチェンジのバス停に停車している。
- オレンジライナーえひめ号（伊予鉄バス・西東京バス） - 横浜・東京（新宿）行き
- ドリーム高松・松山号（JR四国バス・JRバス関東） - 東京・千葉（東京ディズニーランド）行き
- オリーブ松山号（JR四国バス・JR東海バス） - 名古屋行き
- 道後エクスプレスふくおか（伊予鉄バス・伊予鉄南予バス・瀬戸内運輸） - 福岡行き
- 京都エクスプレス（伊予鉄バス・京阪バス） - 京都行き
- オレンジライナーえひめ号（伊予鉄バス・名鉄バス） - 名古屋行き
- オレンジライナーえひめ号（伊予鉄バス・阪急バス） - 大阪行き
- 松山エクスプレス号（JR四国バス・西日本JRバス） - 神戸・大阪・京都行き
- ハーバーライナー（伊予鉄バス・神姫バス） - 神戸行き
- マドンナエクスプレス（伊予鉄バス・JR四国バス・下津井電鉄・両備バス） - 岡山行き
- 坊っちゃんエクスプレス（伊予鉄バス・JR四国バス・四国高速バス） - 高松行き
- なんごくエクスプレス（JR四国バス） - 高知行き
- ホエールエクスプレス（伊予鉄バス・とさでん交通） - 高知行き
- 吉野川エクスプレス（伊予鉄バス・JR四国バス・徳島バス） - 徳島行き

### 道路

#### 高速道路

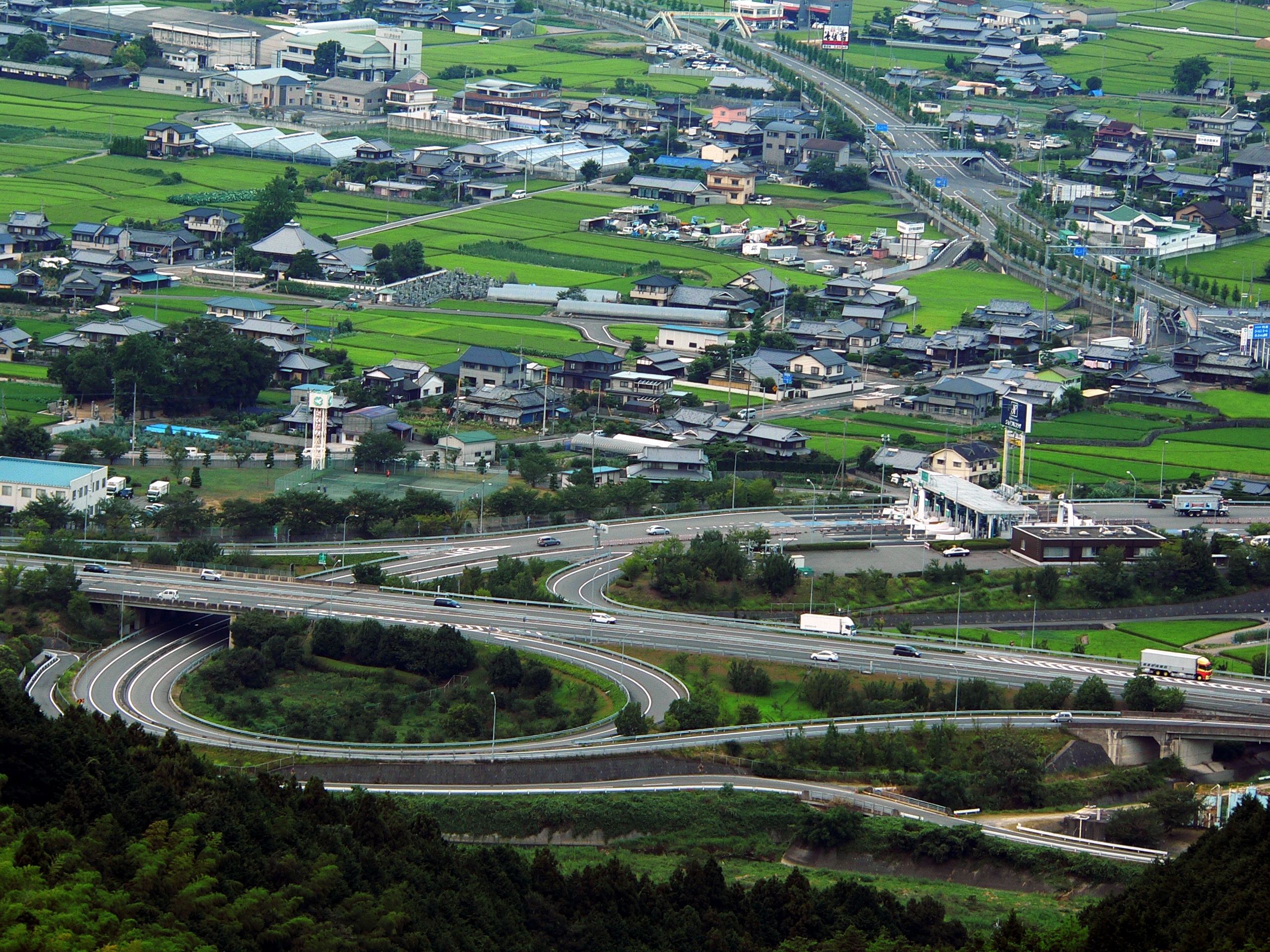
川内IC

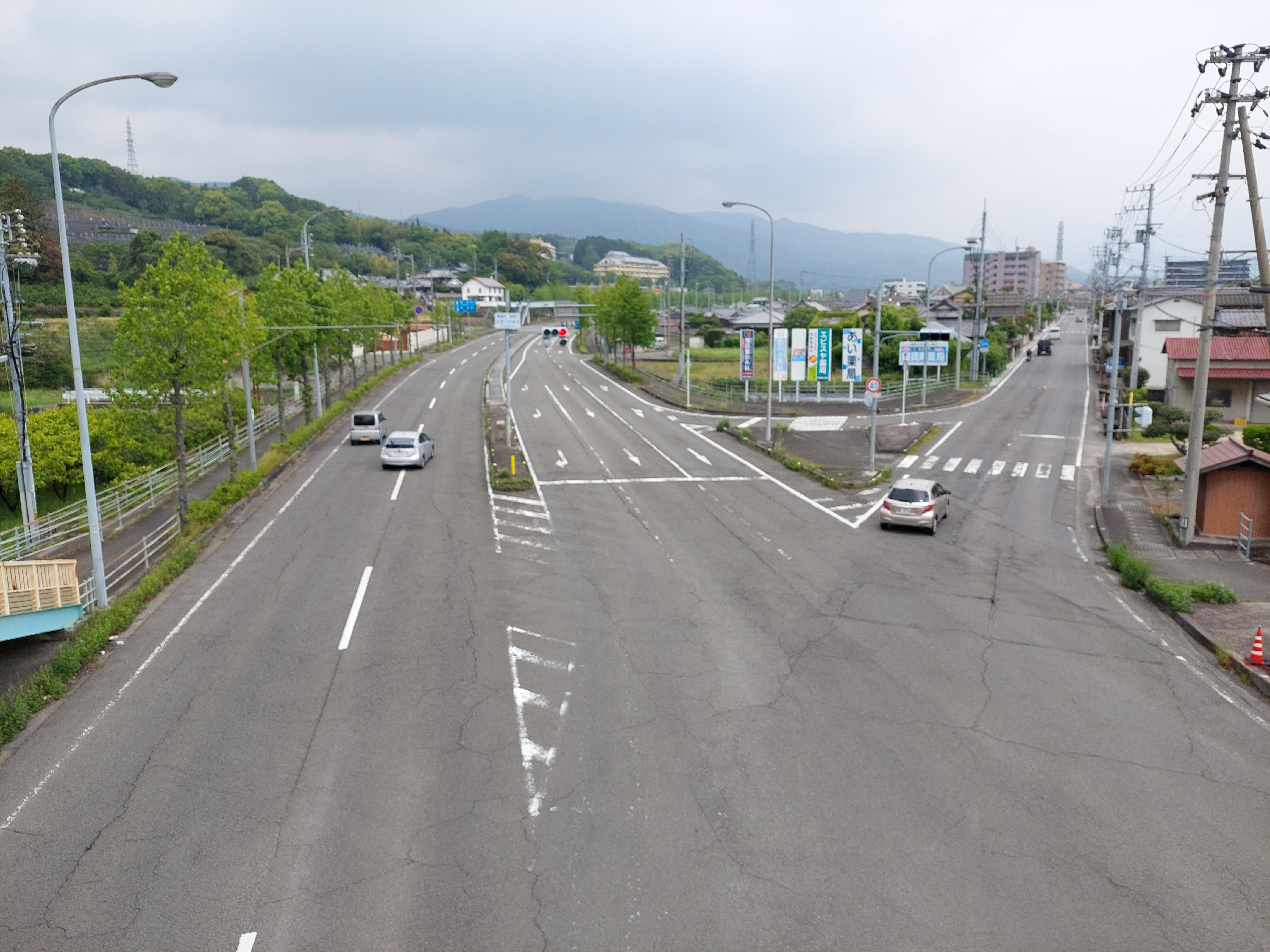
志津川交差点

- 松山自動車道
  - インターチェンジ
    - 12-1 東温スマートIC
    - 12 川内IC

  - サービスエリア・パーキングエリア
    - 桜三里PA

#### 一般国道
- 国道11号
- 国道494号

#### 都道府県道
主要地方道
愛媛県道23号伊予川内線
一般県道
愛媛県道152号寺尾重信線
愛媛県道193号森松重信線
愛媛県道209号美川松山線
愛媛県道210号美川川内線
愛媛県道302号皿ヶ峰公園滑川線
愛媛県道327号湯谷口川内線
愛媛県道334号松山川内線

## 名所・旧跡・観光スポット・祭事・催事
文化財
- 三島神社本殿（則之内、国の重要文化財）
- 医王寺本堂内厨子（北方、国の重要文化財）
- 除ケの堰堤（山之内、国の登録有形文化財）

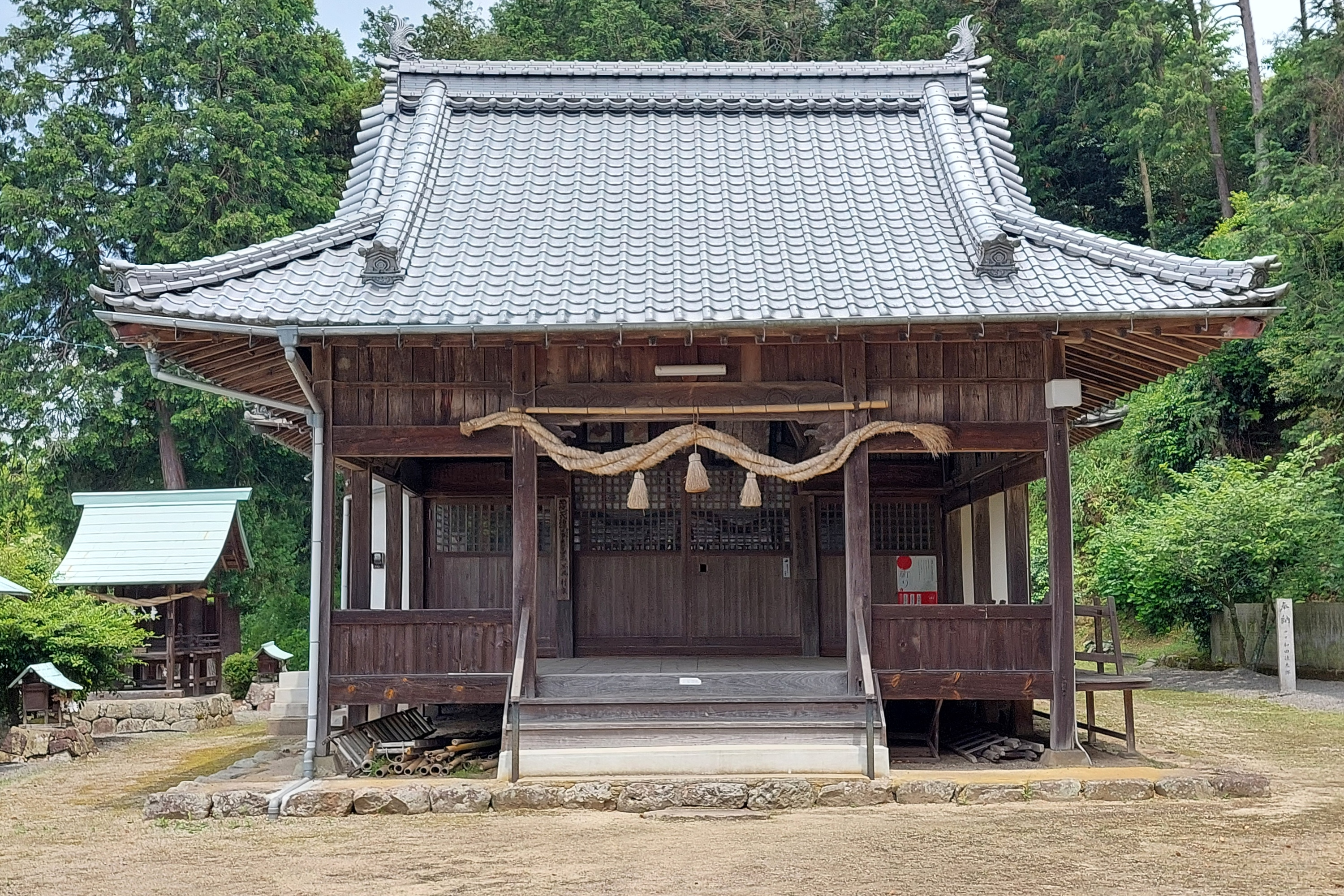
三島神社本殿

- オキチモズク発生地（吉久、国の天然記念物）
- 北吉井のビャクシン（樋口、国の天然記念物）

温泉
- 東温市ふるさと交流館/さくらの湯
- 見奈良天然温泉利楽

観光地・名所旧跡
- 坊っちゃん劇場

- 高畠華宵大正ロマン館
- クールスモールアウトレット
- 水の元キャンプ場
- 上林森林公園
- 風穴
- 白糸の滝

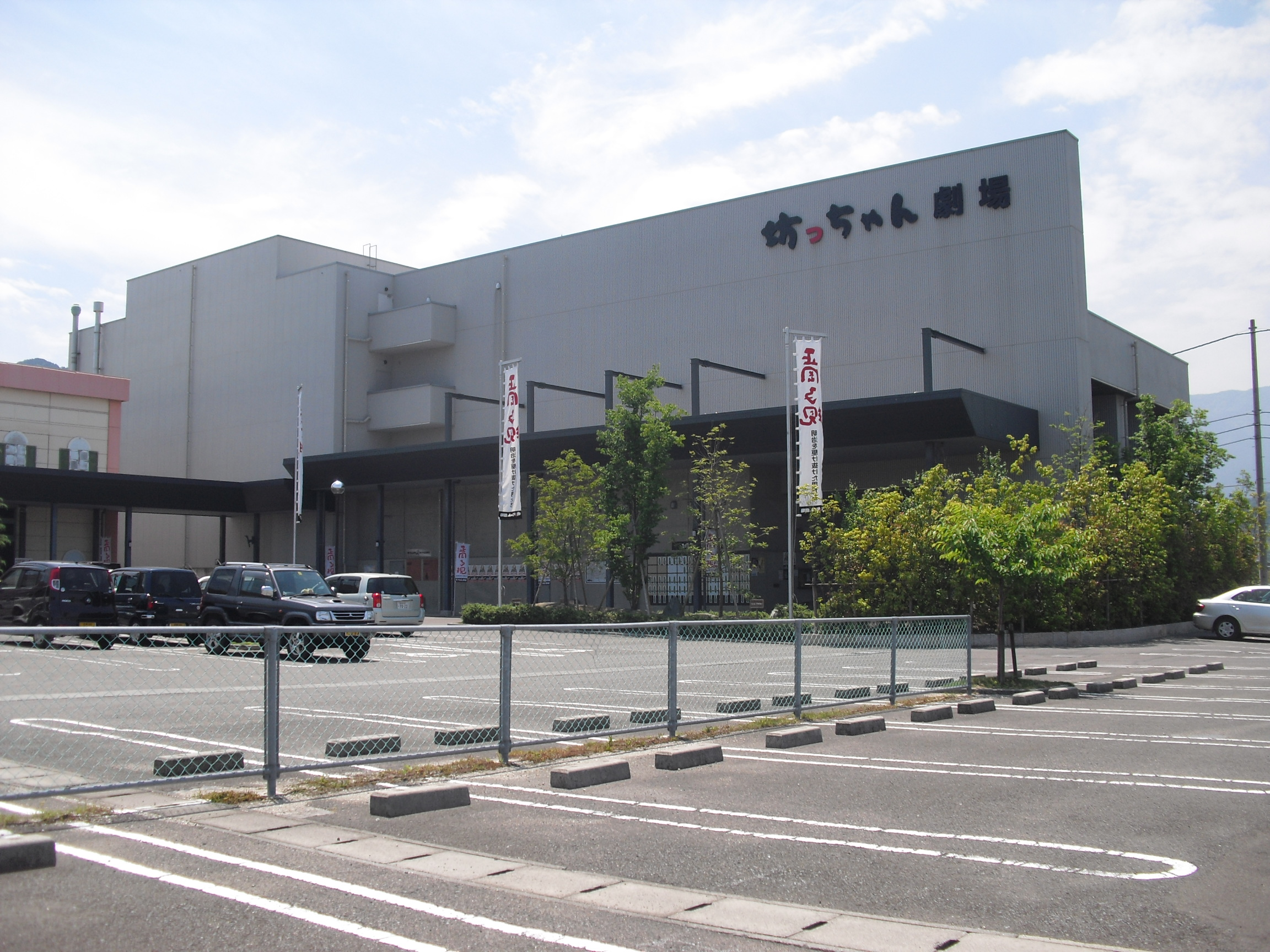
坊っちゃん劇場

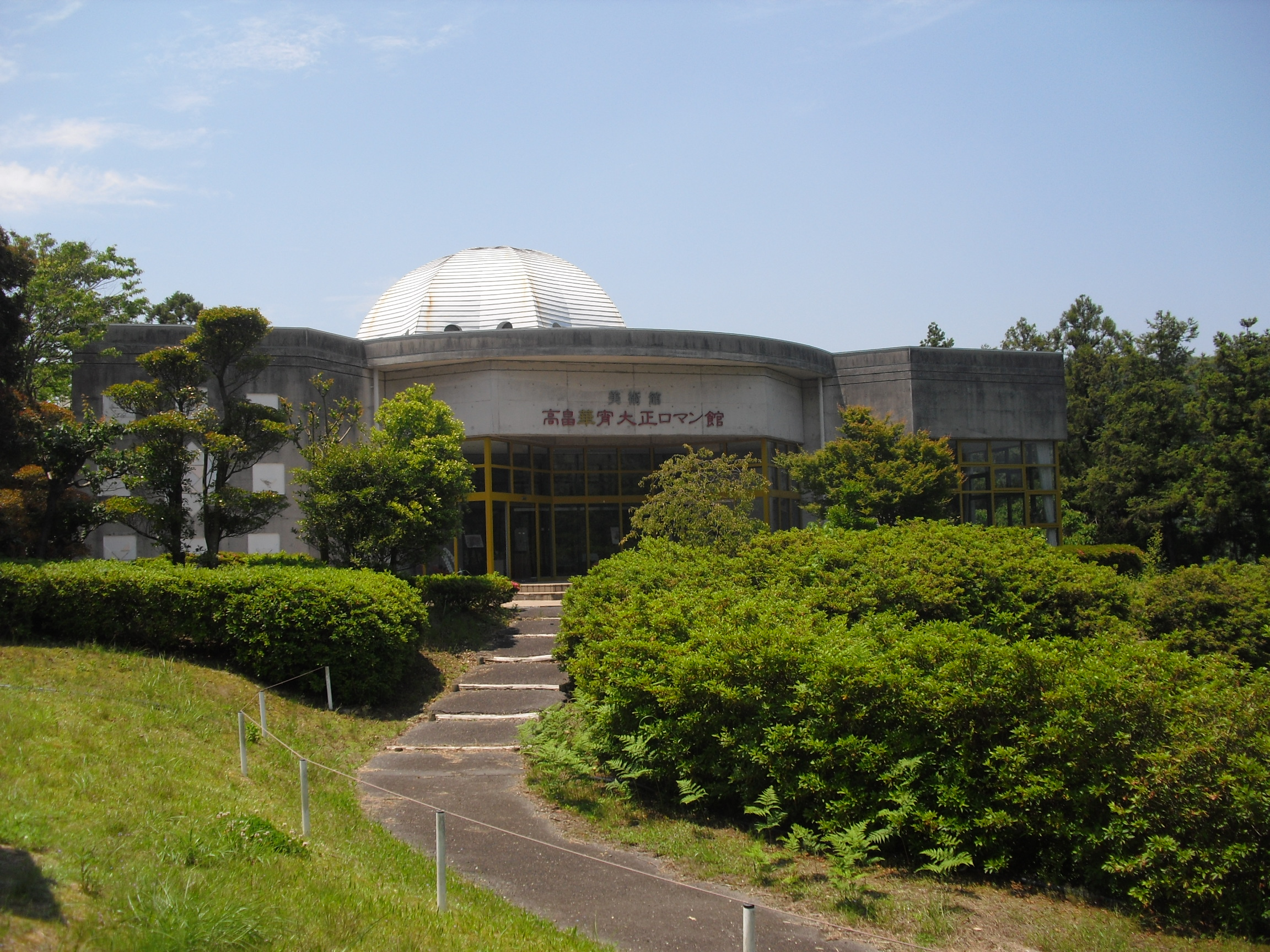
高畠華宵大正ロマン館

- 白猪の滝：駐車場から10分の徒歩で冬季は氷結した姿を見ることができる。四国八十八景61番に、厳寒の氷像アート「白猪の滝」 として選定。
- 唐岬の滝

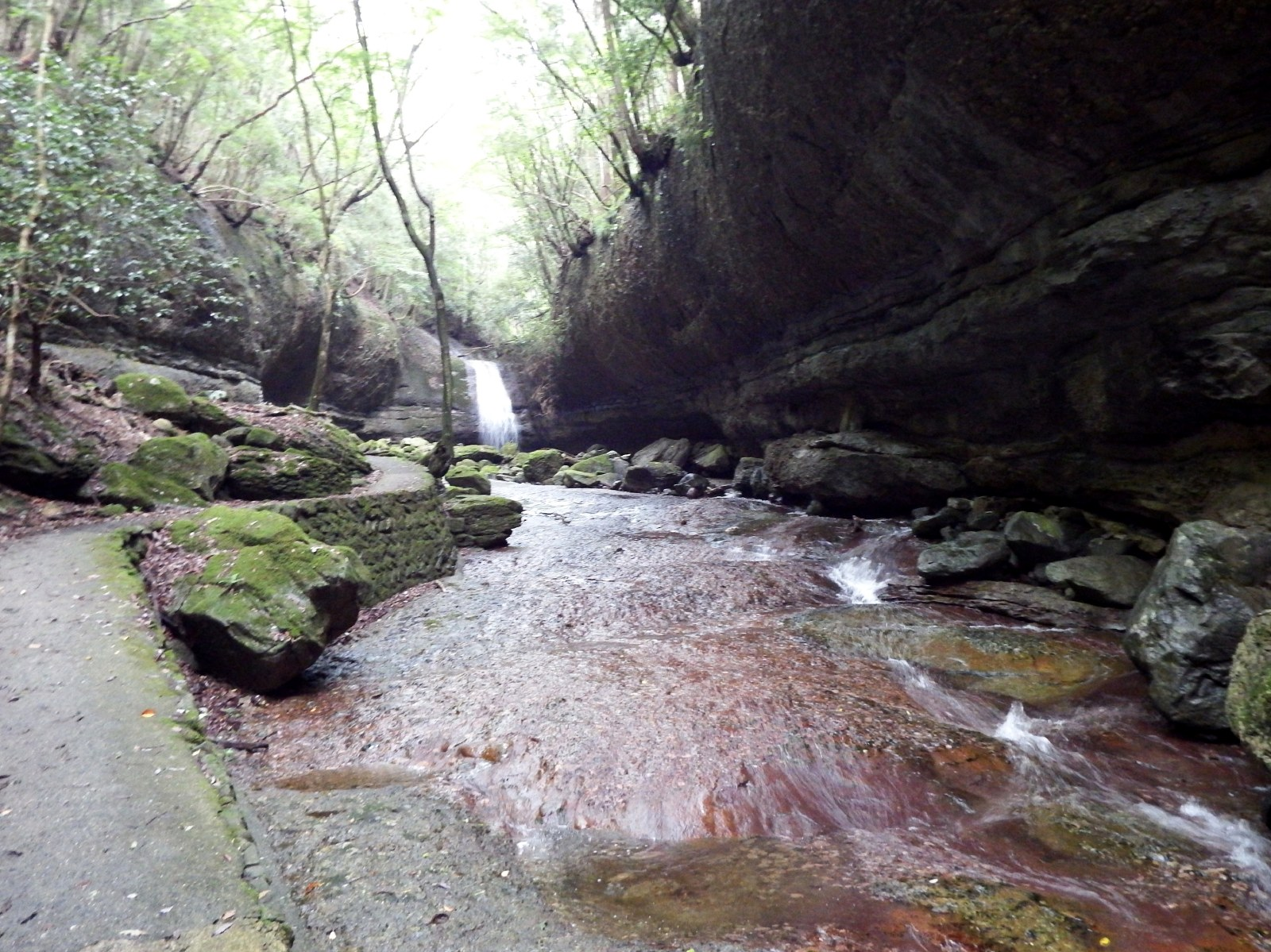
滑川渓谷 奥の滝

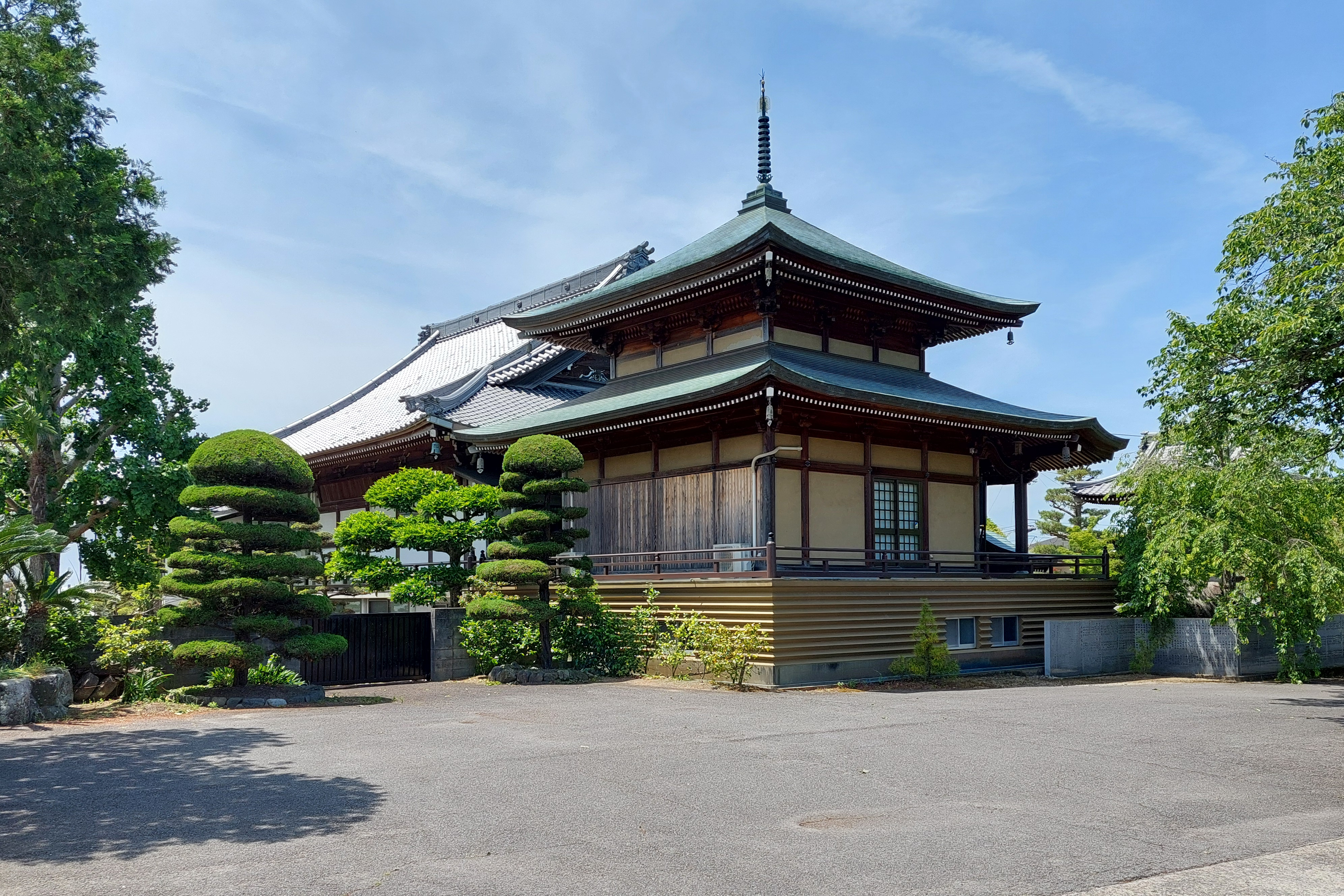
道音寺

- 滑川渓谷：四国八十八景62番に、自然が創り出した芸術の世界「滑川渓谷」として選定。
- 養命山 法寿院：新四国曼荼羅霊場 45番札所
- 瑠璃山 香積寺：新四国曼荼羅霊場 46番札所、隻手薬師（かたでやくし）
- 護皇山 浄土寺：四国三十六不動霊場 18番札所
- 西岸山行樹院 道音寺：伊予十三仏霊場 9番札所
- 松尾山 金毘羅寺：伊予十三仏霊場 結願の寺
- 松山国際ゴルフ倶楽部
- 松山ゴルフ倶楽部川内コース
- ハタダお菓子館
- 四国民芸村
- 愛媛県花き指導センター
- 愛媛県森の交流センター（旧愛媛県緑化センター）
- 山之内キャンプ場
- アクロス重信
- 利楽

イベント
- どてかぼちゃカーニバル

イメージキャラクター（ゆるキャラ）
- いのとん

名勝・白猪の滝に住むと言われる白イノシシの顔をふわふわの綿毛でおおい、特産のどてかぼちゃをイメージした服を着ている。麦わら帽子には市の花のハナミズキやサクラ、特産の裸麦があしらわれている。東温市観光物産宣伝特命課長、市観光PRキャラバン隊長を務める。

## 出身者・関係者
- 城ノブ（社会運動家）
- 清水勇三郎（実業家、松山市長）
- 小山久二郎（出版社社長）
- 高岡正明（伯方塩業社長、陽光桜作出）
- 伊賀貞雪（元愛媛県知事）
- 前園実知雄（考古学者）
- 東玲治（ジャーナリスト）
- 渡部悦和（陸上自衛官）
- 藤岡久美子（元リポーター）
- 山内宏志（サッカー審判員）
- 渡部亮平（映画監督）
- 岡田慎司（プロサッカー選手）
- 清原梨央（ガールズバンド「きみとバンド」のGt.&Vo.ボーカル、Someday Somewhere元メンバー、東温市観光大使[7][8]）
- 佐伯勇人（実業家、四国電力特別顧問・前会長、社長）

## 東温市を舞台とした作品
角川ヘラルドが市町村合併にまつわる三崎亜記の小説『となり町戦争』（集英社刊）の映画化に際し、2006年（平成18年）5月から市役所など東温市内各地で撮影がおこなわれた。監督：渡辺謙作。主演：江口洋介、原田知世。